# 1300년대
1300년대는 1300년부터 1309년까지를 가리킨다.